# Day of the Dead (Fernsehserie)
Day of the Dead ist eine US-amerikanische postapokalyptische Zombie-Serie, die auf dem gleichnamigen Film von George A. Romero aus dem Jahr 1985 basiert.  Die Serie wurde von Jed Elinoff und Scott Thomas entwickelt und feierte ihre Premiere am 15. Oktober 2021 auf dem Sender Syfy.

## Inhalt
Die Serie spielt in einer kleinen amerikanischen Stadt namens Mawinhaken und erzählt die ersten 24 Stunden eines plötzlichen Zombie-Ausbruchs. Im Zentrum stehen die sechs unterschiedliche Menschen, Cam McDermott, Luke Bowman, Lauren Howell, Sarah Blackwood, Amy und Trey, die ums Überleben kämpfen müssen.

## Produktion
Die Serie wurde von Cartel Entertainment in Zusammenarbeit mit HiTide Studios produziert. Gedreht wurde Day of the Dead in Vancouver. Das Drehbuch stammte von Jed Elinoff und Scott Thomas, die auch als Showrunner fungierten. In der Hauptrolle spielen Keenan Tracey, Daniel Doheny, Natalie Malaika, Morgan Holmstrom und Kristy Dawn Dinsmore. Die Premiere der Serie fand am 15. Oktober 2021 auf Syfy statt.

## Episodenliste
| Nr. (ges.) | Nr. (St.) | Deutscher Titel           | Originaltitel                   | Erstausstrahlung Vereinigten Staaten | Deutschsprachige Erstveröffentlichung (D/A/CH) |
| ---------- | --------- | ------------------------- | ------------------------------- | ------------------------------------ | ---------------------------------------------- |
| 1          | 1         | Unerwarteter Fund         | The Thing In The Hole           | 15. Okt. 2021                        | 27. Okt. 2021                                  |
| 2          | 2         | Alles für die Stadt       | Chum                            | 22. Okt. 2021                        | 3. Nov. 2021                                   |
| 3          | 3         | Letzter Wille             | The Grey Mile                   | 29. Okt. 2021                        | 10. Nov. 2021                                  |
| 4          | 4         | Die Kraft der Überzeugung | Forest Of The Damned            | 5. Nov. 2021                         | 17. Nov. 2021                                  |
| 5          | 5         | Hochzeit mit Hindernissen | ‘Til The Dead Do Us Part        | 12. Nov. 2021                        | 24. Nov. 2021                                  |
| 6          | 6         | Heldentaten               | The Lady Birders Of Nepa        | 19. Nov. 2021                        | 1. Dez. 2021                                   |
| 7          | 7         | Ersehnte Wahrheiten       | Their Evil Was Our Evil         | 26. Nov. 2021                        | 8. Dez. 2021                                   |
| 8          | 8         | Feldzug                   | To Anyone Who Can Hear My Voice | 3. Dez. 2021                         | 15. Dez. 2021                                  |
| 9          | 9         | Unter Verdacht            | Death Comes To Paymart          | 10. Dez. 2021                        | 22. Dez. 2021                                  |
| 10         | 10        | Die alte Miene            | Choke on 'Em!                   | 17. Dez. 2021                        | 29. Dez. 2021                                  |